# آدنوزین منوفسفات حلقه‌ای
آدنوزین منوفسفات حلقه‌ای (به انگلیسی: Cyclic adenosine monophosphate) با فرمول شیمیایی C۱۰H۱۲N۵O۶P یک ترکیب شیمیایی با شناسه پاب‌کم ۶۰۷۶ و جرم مولی ۳۲۹٫۲۰۶ g/mol می‌باشد. سیکلیک آدنوزین منوفسفات یک پیام‌رسان ثانویه بسیار مهم در بسیاری از واکنش‌های سلولی می‌باشد. این ترکیب از نوکلئوتید آدنوزین تری‌فسفات تولید می‌شود و در ترارسانی پیام داخل سلولی از راه مسیر وابسته به cAMP نقشی حیاتی دارد.
آدنیلات سیکلاز آنزیم بسیار مهمی است که آدنوزین تری‌فسفات را به آدنوزین منوفسفات حلقه‌ای تبدیل می‌کند.

## نگارخانه

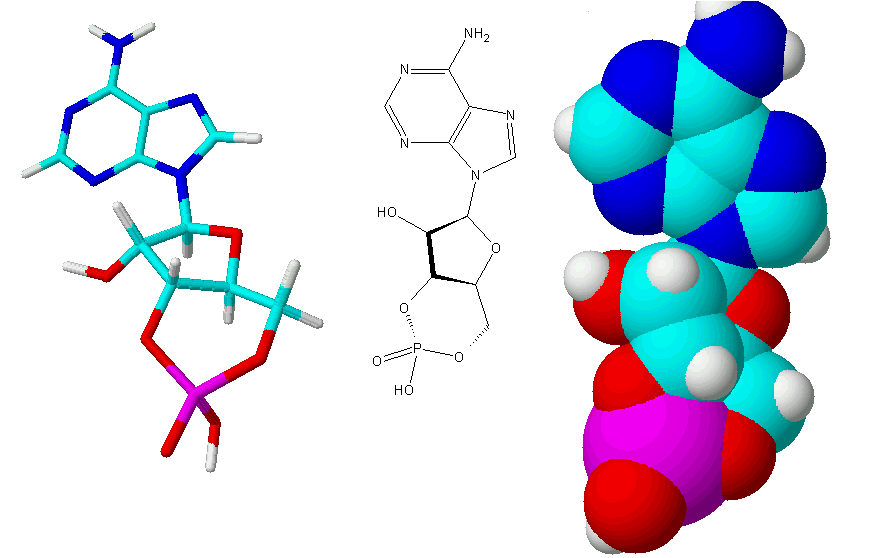